# Ilja Prusikin
Ilja Vladimirovič Prusikin (rusky Илья́ Влади́мирович Пруси́кин; * 8. dubna 1985 Ust'-Borzija) je ruský hudebník, zpěvák, producent nahrávek, vlogger, režisér videoklipů a scenárista. Je známý především jako přední osobnost a zakladatel petrohradské punk-pop-rave skupiny Little Big. Je také známý pod uměleckým jménem Ilič (rusky Ильич), což je žert odkazující na patronymum revolucionáře Vladimira Iljiče Lenina a postavu Oblomova.

## Život a kariéra
Narodil se na Sibiři, ve vesničce Ust'-Borzija v Čitské oblasti (nyní Zabajkalský kraj). V útlém dětství se s rodiči přestěhoval do města Sosnovyj Bor v Leningradské oblasti. V místní dětské hudební škole studoval hru na klavír. Později vystudoval psychologii na Petrohradském státním kulturním institutu.
V roce 2011 zahájil spolupráci s dceřiným projektem ruského zábavně-produkčního studia „My Ducks Vision“ Jurije Děgťareva s názvem „Thank you, Eva!“, sdružujícím videoblogery do jedné velké partnerské sítě, a v roce 2012 režíroval „Guffy Gough Show“ (2012) a „The Great Rap Battle“ (2012). Oba jeho pořady se staly nejlépe hodnocenými videi sítě. V roce 2012 také produkoval a režíroval internetový sitcom „Police Weekdays“ (rusky: «Полицейские будни»). Po třech epizodách byl pořad na neurčito ukončen.
V roce 2013 založil společně s Eldarem Džarachovem umělecké partnerství „ClickKlak“. Podle jejich slov tvoří publikum „chlapci a dívky s aktivním životním stylem a smyslem pro humor“. Na stránkách kanálu jsou k dispozici pořady jako „Give the Bream“ (rusky: «Дай леща»), „Thrash Lotto“ (rusky: «Трэш лото»), „As You Say“ (rusky: «Как скажешь»), „Shocking Karaoke“ (rusky: «Шокирующее караоке»), „Experiments' Destroyers“ (rusky: «Разрушители экспериментов»), „Kick the Bucket“ (rusky: «Сыграл в ящик»), atd.

### Hudební kariéra

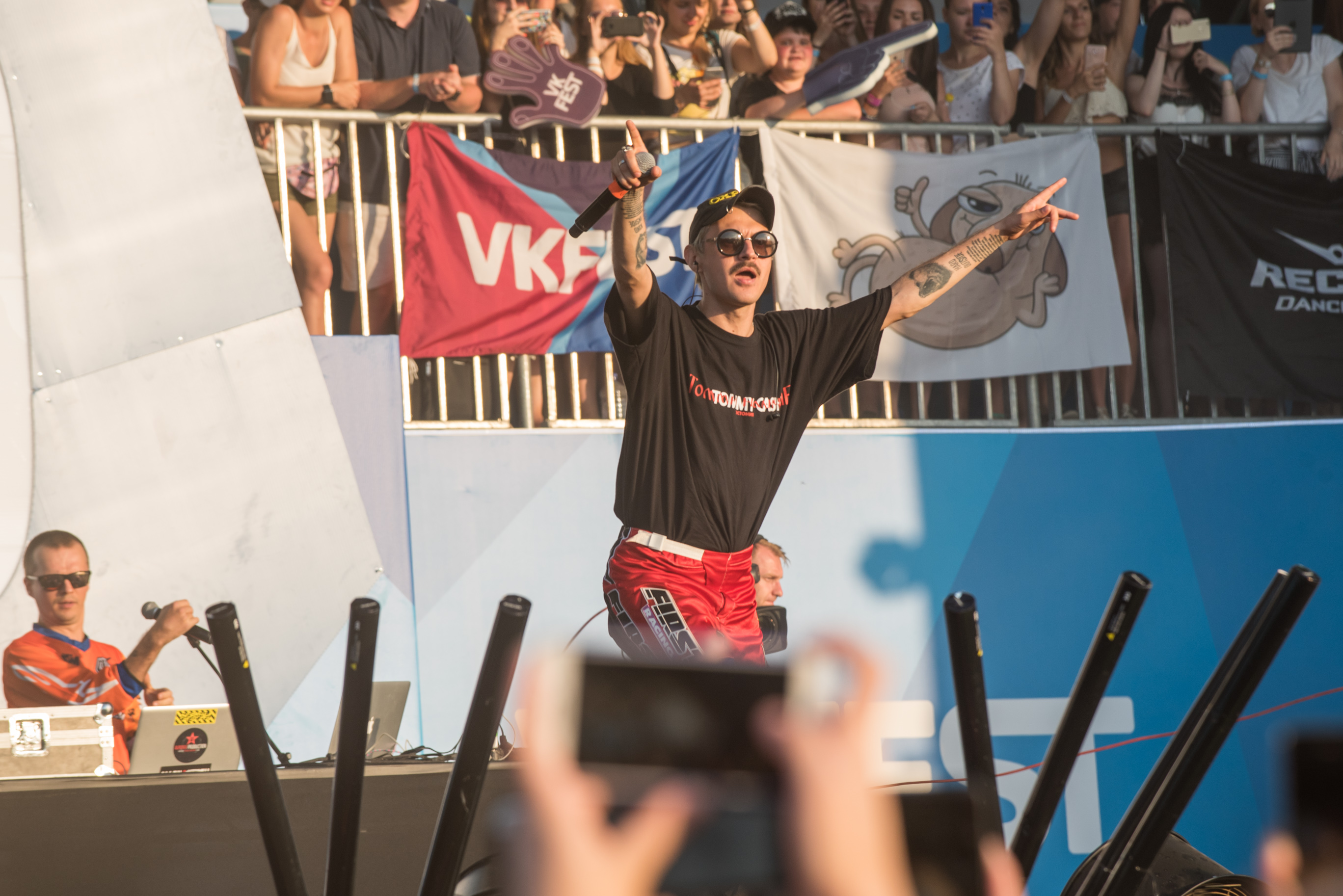
Prusikin se skupinou Little Big na festivalu VK Fest 2018, červenec 2018.

V roce 2003 se stal členem nu metalové kapely Tenkorr. Zkušenosti však získal i s dalšími skupinami, například Like A Virgin, St. Bastards a Construktorr. Od té doby dosáhl většího domácího i mezinárodního uznání s kapelou Little Big, založenou 1. dubna 2013. Všechny videoklipy skupiny natáčí její spoluzakladatelka Alina Pasok (rusky: Алина Пязок).

## Osobní život
Dne 6. června 2016 se oženil s Irinou Smelajou, známou pod svým uměleckým jménem Tatarka.[zdroj?] Dne 26. listopadu 2017 se jim narodil syn Dobrynia. Dne 21. srpna 2020 prostřednictvím platformy YouTube oznámili rozvod.
Od srpna 2020 je ve vztahu se Sonjou Tajurskajou. Tajurskaja se o tom zmínila v rozhovoru s Xenijí Sobčakovou. V květnu 2024 oznámili, že čekají dítě. Jejich dcera se narodila v září téhož roku.

## Politické názory
V roce 2018 citoval známý aforismus: „[Ruský] stát zavraždil mou vlast“ a kritizoval lehkovážný přístup ruského obyvatelstva k životu a zejména lhostejnost vůči korupci. V rozhovoru s Xenií Sobčakovou v roce 2019 hovořil o své naprosté nechuti k současné ruské politice a zdůraznil nárůst „kultu nesnášenlivosti a zloby“ ve vnitřní politice po roce 2012. Veřejně podpořil novináře Ivana Golunova během jeho pronásledování.
V roce 2022, po zahájení ruské invaze na Ukrajinu, prohlásil: „Zbožňujeme naši zemi, ale naprosto nesouhlasíme s válkou na Ukrajině, navíc se domníváme, že jakákoli válka je nepřijatelná.“ Na svou paži si nechal udělat tetování „No War“ („Ne válce“). Oznámil také, že zemi opustil a přestěhoval se se zpěvačkou Sofjou do Los Angeles, při tom uvedl: „Jsme tak znechuceni ruskou vojenskou propagandistickou mašinérií, že jsme se rozhodli všeho nechat a opustit zemi.“ Později, 23. června 2022, vydal (v rámci skupiny Little Big) singl Generation Cancellation.
Dne 7. ledna jel na skateboardu v postoji kříže, což vyvolalo velké pobouření mezi křesťany v Rusku, Evropě i Americe.
Pravoslavní aktivisté poté sepsali prohlášení proti Prusikinovi (jakožto vůdci Little Big) vyšetřovacímu výboru Ruska, pobouřeni „satanistickým rituálem“ jízdy na skateboardu v podobě kříže. Právník hnutí Georgij Soldatov uvedl, že „talentovaný umělec“ záměrně nahrál video, na kterém jezdí na prkně ve tvaru kříže, protože byl přesvědčen, že se do Ruska nevrátí.
„Jsem si jistý, že bude zahájeno řízení a pro pana Prusikina bude návrat do Ruska obtížnější,“ řekl Soldatov.
Dne 27. ledna 2023 byl zařazen Ministerstvem spravedlnosti Ruské federace na seznam „zahraničních agentů“.